# 青ひげ

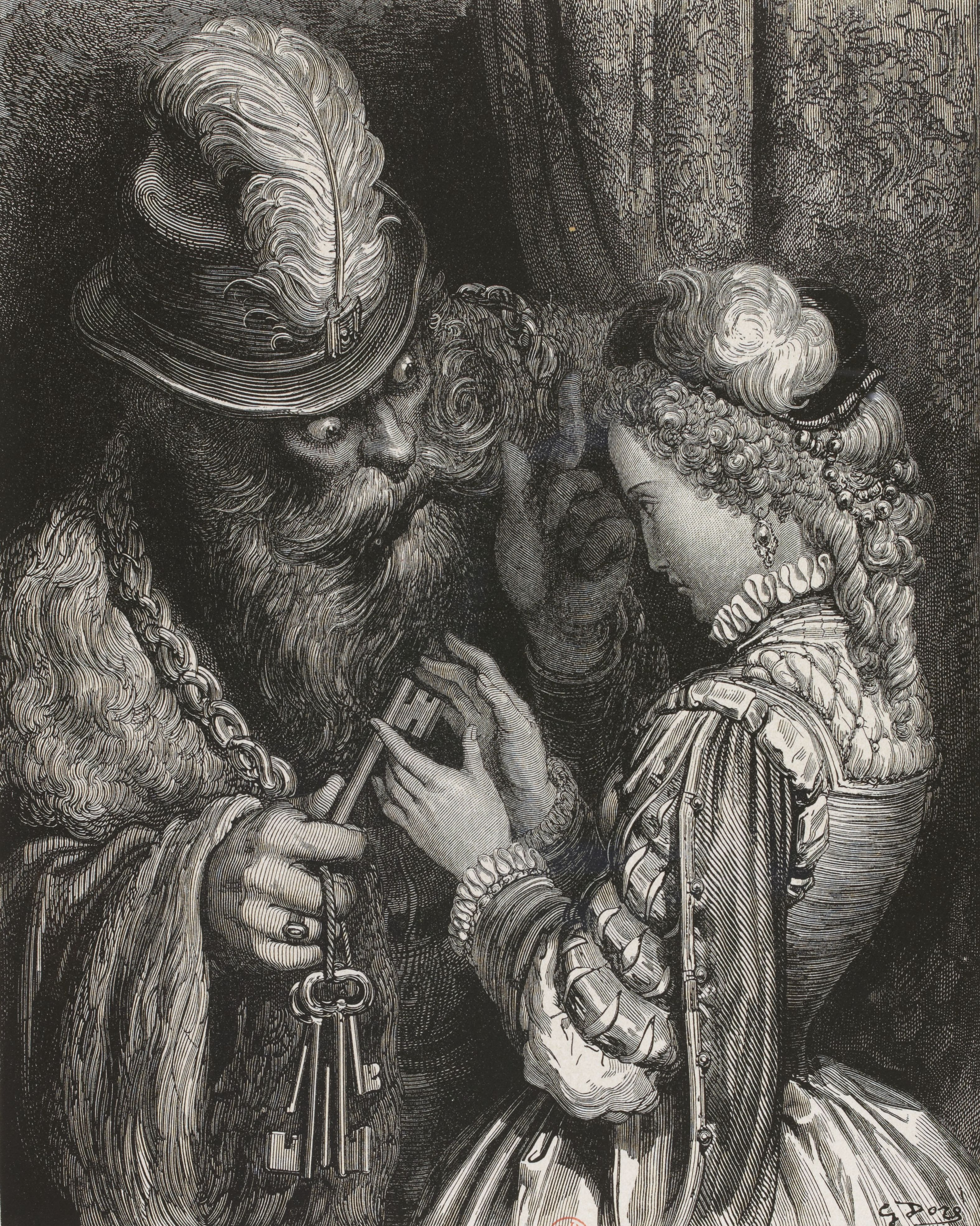
ギュスターヴ・ドレによる青髭の挿絵。

『青髭』（仏: La Barbe bleue）は、ヨーロッパ各地に伝わる物語の男性主人公で、シャルル・ペロー執筆の童話（1697年）、およびその主人公の呼び名。
グリム童話の初版に収録されていたが、2版以降では削除された。
なお、グリム童話初版に収録されていた話のうち、ほぼ同じ内容の『人ごろし城』という話も削除されているが、後半部分が若干異なる『まっしろ白鳥』は第七版に残っている。
おとぎ話には主人公に禁忌を課し、主人公が禁忌に違反することで苦境に陥るという、好奇心に対する教訓的な類話が多数ある。ペロー版の「青ひげ」が青ひげの残虐性よりも女主人公の好奇心と違反に焦点を当てたことから、ペロー以後の「青ひげ」は、女性のもつ好奇心や不従順を非難する物語として評価されている。たとえば、ルートヴィヒ・ベヒシュタインの『ドイツの童話』（1845年）に収録された「青ひげ」では、「自分の好奇心が引き起こしたことから立ち直るのに、ずいぶんと長い年月がかかりました」という文末で締められている。

## あらすじ（ペロー版）
ある金持ちの男は、青い髭を生やしたその風貌から「青ひげ」と呼ばれ、恐れられていた。また、青髭は、これまで6回結婚しながら、その妻たちは、ことごとく行方不明になっていた。青髭は、4兄妹のうちの美人の姉妹に求婚し、紆余曲折の末、妹と、7回目の結婚をすることになった。
結婚してしばらく経ったあるとき、青髭は、しばらくの間、外出することになったため、新妻に鍵束を渡し、「どこにでも入っていいが、この鍵束の中の小さな鍵の小部屋にだけは絶対に入ってはいけない」と言いつけて外出していった。
しかし、新妻は好奇心の誘惑に負け、「小さな鍵の小部屋」を開けてしまい、小部屋の中に青髭の先妻の死体を見つけた。新妻は死体を見つけた驚きで小さな鍵を血だまりに落としてしまい、すぐに小さな鍵を拾い上げたものの、魔法のかかった鍵に付いた血は、拭いても洗っても落とすことができなかった。
新妻が鍵を落としたその日の晩、外出から戻った青髭は新妻から預けた鍵束を受け取るが、立入禁止とした小部屋の小さな鍵が無かったことから、これを咎め、持ってこさせたものの、血の付いた小さな鍵を見て青髭は新妻が何をしたかを悟った。青髭に「小さな鍵の小部屋」を開けたことを咎められて殺害されそうになった新妻は、訪問の約束をしていた兄をあてにし、最後の祈りの時間と称して引き延ばしを図ったものの最期の瞬間が訪れようとしていた。
しかし、まさに新妻が殺害されようとした瞬間、間一髪で駆けつけた竜騎兵と近衛騎兵の新妻の兄2人によって青髭は倒された。青髭には一人の跡継ぎもいなかったことから、新妻は青髭の遺産を全部手に入れて金持ちになり、その財産の一部を兄2人と姉のために使った。

## ペロー版とグリム童話版の違い
ペロー版とグリム童話版では、次のような違いが見られる。
- ペロー版では新妻の姉が登場する（終盤でいつの間にか青髭の城にいる）が、グリム童話版では登場しない。
- ペロー版では兄の人数が2人であるが、グリム童話版では3人である。
- ペロー版では兄の職業は軍人であるが、グリム童話版では明確に示されていない。
- ペロー版では新妻と兄2人との事前の約束という形で青ひげの城に兄2人が現れるが、グリム童話版では兄3人が塔の上からの新妻の叫びを聞きつけて現れる形になっている。
- ペロー版では殺された先妻たちの血が付いた鍵の血が落ちない理由について魔法によるものと明確にされているが、グリム童話版では明確に説明されていない。
- ペロー版では富裕層の生活についてかなり詳しく書かれているが、グリム童話版では単に金持ちとしか説明されていない。
- ペロー版では新妻が手に入れた青髭の遺産の使い道に関する後日談が書かれているが、グリム童話版では書かれていない。

## 青ひげのモデル
主人公のモデルは一般的にはジャンヌ・ダルクの戦友であるジル・ド・レという説があるが、論証はできていない。一方でヘンリー8世をモデルとする声もある。
「青ひげ」の成り立ちの詳細は不明だが、マリア・タタールは千夜一夜物語の枠話に登場する、性的な好奇心を持った妻への復讐を発端として、後妻を次々に切り捨てた暴君シャフリヤール王との関連を指摘している。

## 青ひげが主題の作品
翻案等で、青ひげとその童話を主題としている作品。
- アンドレ・グレトリ：オペラ『青ひげラウル（フランス語版）』
1789年パリのイタリア座で初演。
- ジャック・オッフェンバック：オペレッタ『青ひげ』
1866年パリのデ・ヴァリエテ劇場で初演。2016年日本初演。徹底したパロディ仕立ての喜劇だが、舞台をフランスと明示し、青ひげの女性観、王との対立などポイントはモーツァルトの『ドン・ジョヴァンニ』やジル・ド・レの逸話を踏まえている。戦後の東独ベルリン・コーミッシェ・オーパーで上演され続けたフェルゼンシュタイン演出のドイツ語版が有名で、1970年製作の映画化は日本でもVHSソフト、LD、DVDがそれぞれ発売された。また、同歌劇場は来日公演でもこれをとりあげ、実相寺昭雄の中継演出でテレビ放映された。
- ポール・デュカス：オペラ『アリアーヌと青髭』
1907年、オペラ＝コミック座（パリ）で初演。モーリス・メーテルランクが「無用なる解放」を副題とした独自の青ひげを作成、その台本を元にデュカスが作曲した。デュカス唯一のオペラ作品。
- バルトーク・ベーラ：オペラ『青ひげ公の城』
1918年、ブダペスト歌劇場で初演。コダーイ・ゾルターンが作成した台本を元に、バルトークが作曲した。バルトーク唯一のオペラ。
- エミール・フォン・レズニチェク：3幕のメルヘン・オペラ『騎士青ひげ（英語版）』
1920年ダルムシュタット市立歌劇場で初演。
- クロード・シャブロル監督：映画『青髭（英語版）』
1963年のフランス映画。「青ひげじいさん」などの仇名で呼ばれた連続殺人犯アンリ・デジレ・ランドリューを描く[2]。映画監督ジャン＝ピエール・メルヴィル（ジョン・ウーや北野武、松田優作、ジョニー・トー、クエンティン・タランティーノなどに絶大な影響を与えた『サムライ』(アラン・ドロン主演)などで知られる）がジョルジュ・マンデル役で出演している。
- 寺山修司：戯曲『青ひげ公の城』
バルトークのオペラを元にした作品。